# Regional- und Mundartmusik der Niederlande

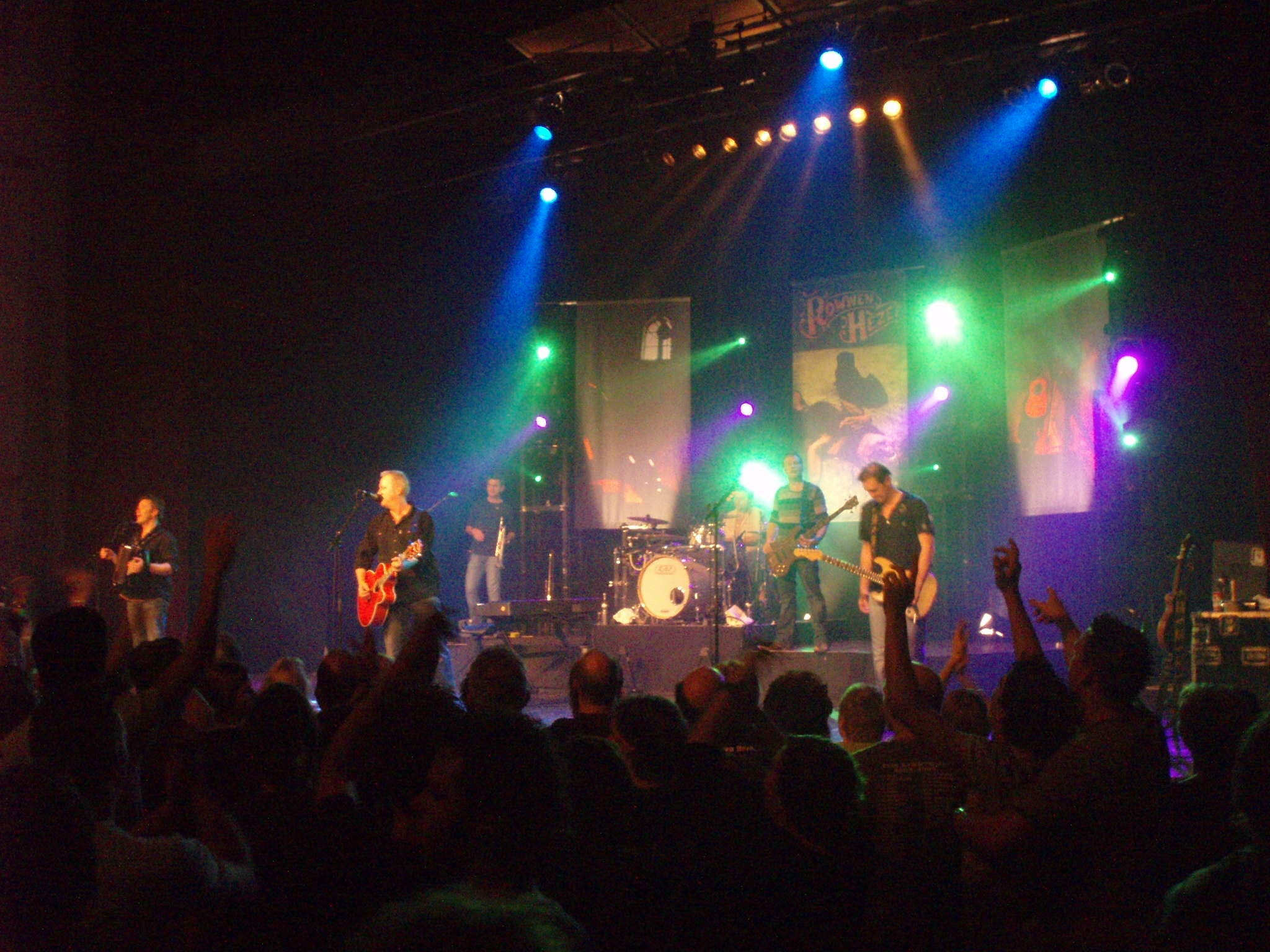
Rowwen Hèze, während eines Konzerts in Nijmegen

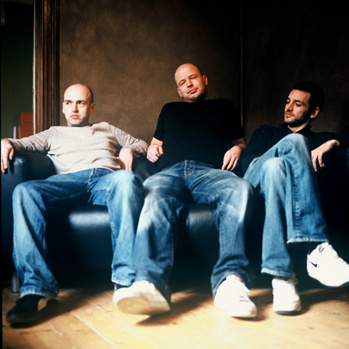
’t Hof van Commerce

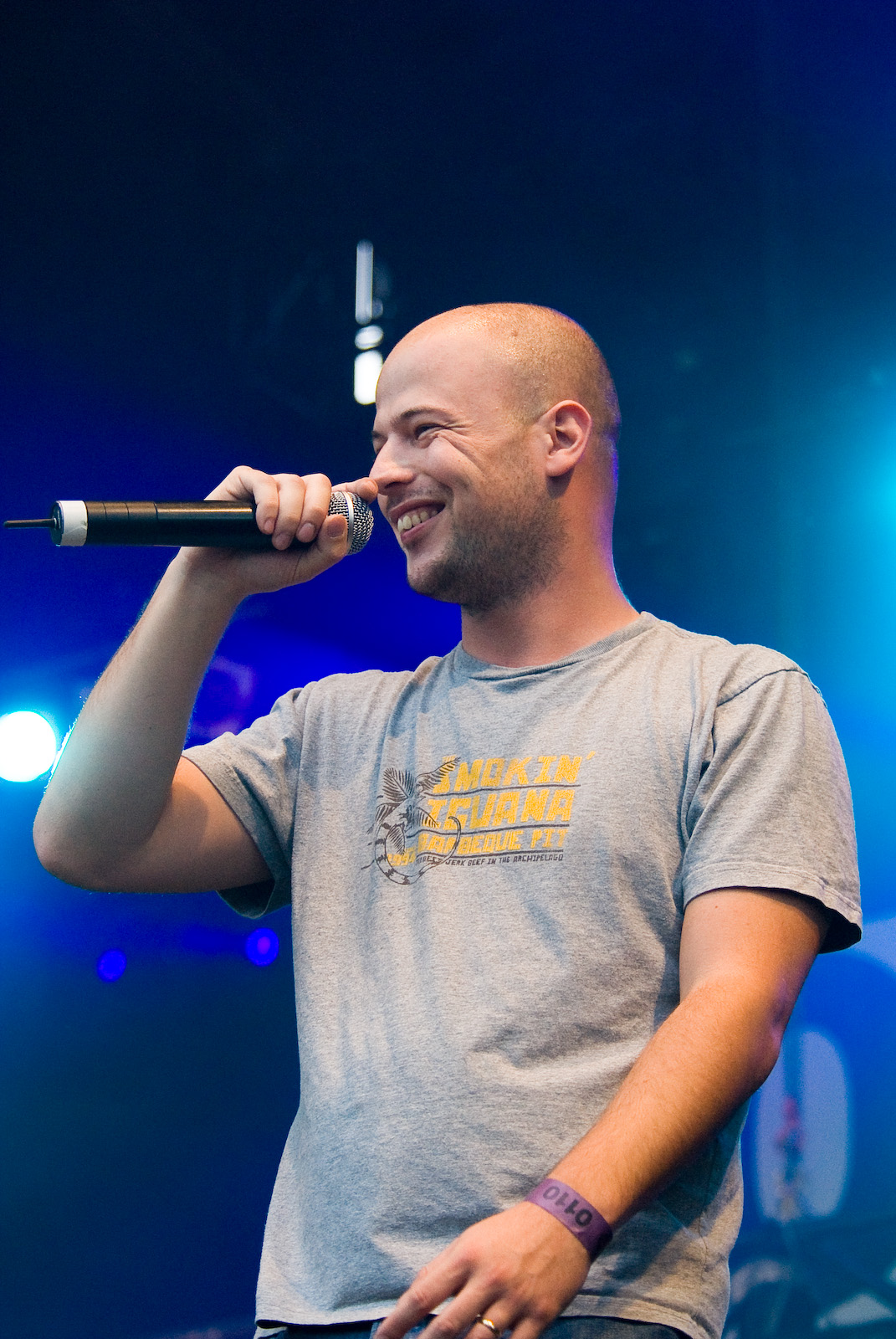
Flip Kowlier

Die Regional- und Mundartmusik der Niederlande (niederländisch: Streektaal- en dialectmuziek) ist seit Ende der 1970er Jahre ein kulturelles Phänomen, das in den Niederlanden ein wichtiger Faktor der europäischen Dialektrenaissance ist und das Interesse an der Regionalsprache bei einem großen und jungen Publikum wach hält.

## Akteure
Pioniere in den Niederlanden waren der Groninger Lehrer und Amateursänger Ede Staal und die Band Normaal aus dem Achterhoek, die jeweils eine große Anhängerschaft fanden und bis heute finden. Die regionalsprachliche Musik lässt sich grob in zwei Genres einteilen: den Party-, bzw. Rock-artigen, der von der Gruppe Normaal initiiert wurde, und den Liedgesang, mit dem Ede Staal berühmt wurde.
Zu denjenigen, die es in die niederländische Hitparade schafften, gehörte auch Normaal (höchste Platzierung: 2 mit Oerend hard), De Kast (Platz 4 mit In nije dei) und Twarres aus Friesland (Platz 1 mit Wêr bisto). Rowwen Hèze erreichte 2006 mit Rodus & Lucius den ersten Platz der Album Top 100.
Es gibt auch mehrsprachige Gemeinschaftsprojekte, wie das Duett Droemvlucht der Limburger oder der Band Rowwen Hèze mit der friesischen Sängerin Nynke Laverman, bei dem beide Künstler in ihrer eigenen Regionalsprache singen.

## Varianten

### Boerenrock
Boerenrock (Bauernrock) ist eine Bezeichnung für eine Variante der Mundartmusik. In diesem Subgenre wird der Gesang durch Rockmusik unterstützt. Der Name bezieht sich auf die Beliebtheit dieses Genres auf dem flachen Land. Das Genre fußte erst um 1977 nach dem Hit Oerend Hard von Normaal. Daher wird Normaal auch als der Wegbereiter des Boerenrock angesehen. Viele „Bauern-Rockbands“ treten bei Dorffesten in großen Zelten auf.
Zeitgleich wird Normaal auch als Begründer des „Dialectpop“ als Ganzes betrachtet.
Viele dieser Bands im östlichen Teil der Niederlande sind musikalisch eher dem „Boogie-Rock“ und Bluesrock von Bands wie Status Quo zuzuordnen. In Friesland haben viele Bauernrock-Bands eine Nähe zum Punkrock.

### Noord-Brabant und Limburg
In Provinz Limburg findet man viele Musikgruppen, die im Limburger Dialekt singen. Im Bereich der Karnevalslieder wird – ähnlich dem deutschen Karneval – seit jeher in der Regionalsprache gesungen. Die bekannteren Musikgruppen in Nordbrabant und Limburg treten in der Regel auch im Karneval auf oder haben enge Verbindungen zur Karnevalsszene. 
Bereits in den 1960er Jahren schrieben und sangen Jo Erens und Frits Rademacher Lieder in ihren Sittarder Dialekt. Ebenso wie auch Toon Hermans.

### Flandern
In den 1950er Jahren machte in Flandern der Sänger und spätere Freizeitparkbetreiber Bobbejaan Schoepen Furore mit Kleinkunst in den Urbanolekten Brüssels und Antwerpens. Auch der Antwerpener Wannes Van de Velde nahm 1966, entgegen dem herrschenden Trend, Lieder in „Antwerps“ auf. Willem Vermandere tat dies zeitgleich in dem Dialekt Westflämisch. Ab 2001 folgte der Dialektkünstler Flip Kowlier, der auch in den Niederlanden Erfolg hat. 
Andere bekannte Namen der niederländischsprachigen Dialektmusik sind The Walkers (Niederlande), Herman Berkien (Utrecht), De Hûnekop (Friesland), Bökkers (Overijssel), Johan Verminnen (Belgien), Fixkes (Belgien), Höllenboer (Salland) oder auch Herman Finkers, ein Kabarettist aus Twente.